# بريندا لوف
بريندا لوف (بالإنجليزية: Brenda Love)‏ هي كاتِبة أمريكية، ولدت في 13 ديسمبر 1950.